# Chanza
Il fiume Chanza (in spagnolo, Chanza, in portoghese, Chança) è un fiume della penisola iberica affluente del Guadiana in territorio portoghese.

## Corso del fiume
Nasce nella Sierra de Aracena all'interno del Parque Natural de Sierra de Aracena y Picos de Aroche, in località Cortegana, nella provincia di Huelva (Andalusia – Spagna). Fa da confine fra Spagna e Portogallo dalla freguesia Vila Verde de Fichalo (comune di Serpa) alla confluenza nel fiume Guadiana nel villaggio di Pomarão.
Il clima mediterraneo-continentale fa sì che la sua portata sia caratterizzata da forti oscillazioni interannuali con minimi estivi e massimi invernali.
Bagna i comuni di Cortegana, Aroche e Rosal de la Frontera, prima di raggiungere la frontiera portoghese. Qui divide i comuni di Santa Bárbara de Casa, Paymogo, Puebla de Guzmán, El Almendro ed El Granado sulla sponda spagnola dai comuni di Serpa e Mértola sulla sponda portoghese.

### Schema
| Sponda sinistra            | Sponda sinistra         | Sponda sinistra       | Sponda destra | Sponda destra            | Sponda destra |
| Affluenti                  | Div. amm.               | Comuni                | Comuni        | Div. amm.                | Affluenti     |
| -------------------------- | ----------------------- | --------------------- | ------------- | ------------------------ | ------------- |
|                            | Spagna Andalusia Huelva | Cortegana             | Cortegana     | Spagna Andalusia Huelva  |               |
| Aroche                     | Spagna Andalusia Huelva |                       |               | Spagna Andalusia Huelva  |               |
| Rosal de la Frontera       | Spagna Andalusia Huelva |                       |               | Spagna Andalusia Huelva  |               |
| Calaboza                   | Spagna Andalusia Huelva | Rosal de la Frontera  | Serpa         | Portogallo Alentejo Beja |               |
|                            | Spagna Andalusia Huelva | Santa Bárbara de Casa | Serpa         | Portogallo Alentejo Beja |               |
| Paymogo                    | Spagna Andalusia Huelva |                       | Serpa         | Portogallo Alentejo Beja |               |
| Mértola                    | Spagna Andalusia Huelva |                       |               | Portogallo Alentejo Beja |               |
| Cobica Malagón             | Spagna Andalusia Huelva | Puebla de Guzmán      |               | Portogallo Alentejo Beja |               |
| Cobica Malagón             | Spagna Andalusia Huelva | El Almendro           |               | Portogallo Alentejo Beja |               |
|                            | Spagna Andalusia Huelva | El Granado            |               | Portogallo Alentejo Beja |               |
| Confluenza con il Guadiana |                         |                       |               |                          |               |

## Infrastrutture
Nel 2009 è stato inaugurato il Puente Internacional del Bajo Guadiana (in portoghese, Ponte Internacional do Baixo Guadiana) sopra il Chanza; il ponte unisce il comune di El Granado in Spagna e di Pomarão in Portogallo, diventando la terza via di comunicazione fra la provincia di Huelva e l'Alentejo.

A monte c'è la diga del Chanza inaugurata nel 1985.